# Yunyang, Shiyan
Yunyang, tidigare känt som Yünhsien, är ett stadsdistrikt i Shiyans stad på prefekturnivå i Hubei-provinsen i centrala Kina. Orten var tidigare ett härad men ombildades till ett stadsdistrikt i september 2014.
Väster om Yunyang hittades 1989 fossil av Yunxianmänniskan från äldre stenåldern.

## Källa
1. ↑  ”worldpostmarks.net”. Arkiverad från originalet den 2 januari 2015. https://web.archive.org/web/20150102101710/http://worldpostmarks.net/HTML%20Countries/china.htm. Läst 22 juli 2015.
2. ↑  ”New Middle Pleistocene hominid crania from Yunxian in China” (på engelska). Nature. http://www.nature.com/nature/journal/v357/n6377/abs/357404a0.html?foxtrotcallback=true. Läst 27 juli 2017.